# Complexo de espécies crípticas
Levando em conta o conceito biológico de espécie, temos que um complexo de espécies é obtido através de um grupo de organismos que possuem características morfológicas em comum e dividem os mesmos hábitos. Muitas das vezes, esse complexo de espécie pode ser formado por duas ou mais espécies se estudados a fundo. Essas espécies englobadas em apenas um complexo são chamadas também de espécies crípticas. 
Espécies crípticas são duas ou mais espécies que morfologicamente falando são, frequentemente, indistinguíveis. Porém, geneticamente possuem uma grande diferença, sendo assim consideradas espécies diferentes. Podem ser diferenciadas também, ecologicamente, através de alguns comportamentos distintos.  
Em termos de taxonomia, espécies crípticas tiveram sua origem de um ancestral comum e passaram por um processo de especiação relativamente recente, possuindo hábitos semelhantes e muitas das vezes compartilhando nichos, além da semelhança morfológica, porém são isoladas reprodutivamente. 
Alguns autores estimam que temos que 10 a 20% das espécies tradicionais definidas morfologicamente, que podem se tornar duas ou mais se analisadas com outros critérios, elevando a diversidade genética das espécies, um importante mecanismo evolutivo.
Exemplos:   
- Três espécies de Lepidoptera (Papilionidae): P. protesilaus nigricornis (Staudinger, 1884), P. stenodesmus (Rothschild y Jordan, 1906) e P. helios (Rothschild y Jordan, 1906);
- Cinco espécies de Diptera (Ceratitis): Ceratitis (Pterandrus) quilicii, Ceratitis (Ceratalaspis) pallidula, Ceratitis (Ceratalaspis) taitaensis, Ceratitis (Ceratalaspis) sawahilensis e Ceratitis (Ceratalaspis) flavipennata (Meyer, 2016);
- Duas espécies de Hemíptera (Pseudococcidae): Planococcus minor (Maskell) e Planococcus citri (Risso).[2][3][4]